# Mousa (Écosse)
Pour les articles homonymes, voir Mousa.
Mousa est une île des Shetland. Son nom vient du norrois mosey, « île moussue ». Elle est inhabitée depuis le XIXe siècle. Elle doit sa réputation à son broch, tour circulaire remontant à l'Âge du fer. C'est aujourd'hui une zone de protection spéciale pour les colonies de pétrels qui y nichent.